# Prstencový druh

Vznik kruhového druhu: Sousední populace se mohou křížit, okrajové nikoliv. Diagram C ukazuje uzavřený kruh

(1 : Larus argentatus argentatus, 2: Larus fuscus sensu stricto, 3 : Larus fuscus heuglini, 4 : Larus argentatus birulai, 5 : Larus argentatus vegae, 6 : Larus argentatus smithsonianus, 7 : Larus argentatus argenteus)

Prstencový druh je takový biologický druh (nebo několik druhů), u něhož sousední populace mohou mít plodné potomky, ale vzdálenější populace nikoliv. Kruh se uzavře, pokud se populace z okrajů setkají a začnou obývat stejné území. Ač se nemohou vzájemně křížit, existuje mezi nimi řada mezidruhů, které křížit lze. Z biologického hlediska je problém, zdali jednotlivé populace považovat za poddruhy jednoho druhu, nebo za samostatné druhy.
Příkladem kruhového druhu je racek stříbřitý a racek žlutonohý, jejichž populace jsou propojeny kruhem vzájemně křížitelných populací kolem severního pólu.